# Лучія Бронцетті
Лючія Брондзетті (італ. Lucia Bronzetti) — італійська тенісистка. Переможиця двох турнірів WTA (Рабат, 2023; Контрексевіль, 2024). Володарка Кубка Біллі Джин Кінг 2024 року в складі збірної Італії.  

## Фінали турнірів WTA

### Одиночний розряд: 5 (2 титули)
| Легенда       |
| ------------- |
| Grand Slam    |
| WTA 1000      |
| WTA 500       |
| WTA 250 (1–2) |

| За поверхнею |
| ------------ |
| Хард (0–1)   |
| Трава (0–1)  |
| Грунт (1–1)  |
| Килим (0–0)  |

| Результат | В–П | Дата     | Турнір                           | Статус  | Поверхня   | Супротивниця       | Рахунок       |
| --------- | --- | -------- | -------------------------------- | ------- | ---------- | ------------------ | ------------- |
| Поразка   | 0–1 | Лип 2022 | Palermo Ladies Open, Італія      | WTA 250 | Грунт      | Ірина-Камелія Бегу | 2–6, 2–6      |
| Перемога  | 1–1 | Тра 2023 | Grand Prix Lalla Meryem, Марокко | WTA 250 | Грунт      | Юлія Грабер        | 6–4, 5–7, 7–5 |
| Поразка   | 1–2 | Лип 2023 | Bad Homburg Open, Німеччина      | WTA 250 | Трава      | Катержина Сінякова | 2–6, 6–7(5–7) |
| Поразка   | 1–3 | Лют 2025 | Transylvania Open                | WTA 250 | Тверде (i) | Анастасія Потапова | 4–6, 6–1, 6–2 |

## Фінали турнірів WTA Challenger

### Одиночний розряд: 1 фінал
| Результат | В–П | Дата     | Турнір                 | Поверхня | Супротивниця             | Рахунок  |
| --------- | --- | -------- | ---------------------- | -------- | ------------------------ | -------- |
| Поразка   | 0–1 | Сер 2022 | Vancouver Open, Канада | Хард     | Валентіні Грамматікопулу | 2–6, 4–6 |